# Opogona lamprocrossa
Opogona lamprocrossa är en fjärilsart som beskrevs av Edward Meyrick 1928. Opogona lamprocrossa ingår i släktet Opogona och familjen äkta malar. Inga underarter finns listade i Catalogue of Life.